# Л'Албі
л'Албі (L'Albi)— село в Іспанії, у складі автономної спільноти Каталонія, у провінції Леріда.